# بخش مورفیلد (شهرستان هریسون، اوهایو)
بخش مورفیلد (به انگلیسی: Moorefield Township) یک منطقهٔ مسکونی در ایالات متحده آمریکا است که در شهرستان هریسون، اوهایو واقع شده‌است.
 بخش مورفیلد ۷۱٫۳ کیلومتر مربع مساحت و ۴۰۳ نفر جمعیت دارد و ۳۳۵ متر بالاتر از سطح دریا واقع شده‌است.